# Приштина (община)
Приштина (серб. Приштина) — община в Косово, входит в Приштинский округ.
Занимаемая площадь — 564 км². 
Административный центр общины — город Приштина. Община Приштина-град состоит из 46 населённых пунктов, средняя площадь населённого пункта — 12,3 км².